# Норфюнс (коммуна)
Норфюнс (дат. Nordfyns Kommune) — датская коммуна в составе области Южная Дания. Площадь — 451,57 км², что составляет 1,05 % от площади Дании без Гренландии и Фарерских островов. Численность населения на 1 января 2008 года — 29470 чел. (мужчины — 14898, женщины — 14572; иностранные граждане — 773).

## История
Коммуна была образована в 2007 году из следующих коммун:
- Богенсе (Bogense)
- Оттеруп (Otterup)
- Сённерсё (Søndersø)